# The Simpsons: Bartman Meets Radioactive Man
The Simpsons: Bartman Meets Radioactive Man är ett plattformsspel av Acclaim Entertainment från 1992 för Nintendo Entertainment System (NES) och Sega Game Gear. Spelet utvecklades av Imagineering och ett sidscrollande spel med Bart Simpsons alter ego Bartman och Radioactive Man.

## Handling och gameplay
Bart Simpson är hemma och läser ett nummer av tidningen Radioactive Man när dennes assistent, Fallout Boy, hoppar ut ur tidningen. Fallout Boy berättar för Bart att han måste hamna i serietidningen för att rädda Radioactive Man, som hålls fången på fängelset Limbo Zone. När Bart hamnar i serietidningen förvandlas han till sitt alter ego Bartman och måste slåss mot tre skurkar som stulit Radioactive Mans krafter, Swamp Hag, Dr. Crab och Lava Man. Efter att han samlat in hans krafter måste, Bartman hitta Radioactive Man och slåss mot bossen, Brain-O the Magnificent.
Bartman Meets Radioactive Man är ett sidscrollande plattformsspel genom fyra nivåer. Bart har fem liv men han har möjlighet att återfå sina liv genom att samla ihop radioaktivitet. Spelaren kan även samla blixtar som ger Bart möjlighet att skjuta blixtar på fiender, Bartman kan också slåss och knuffas. På varje nivå finns ett antal hinder som Bartman också måste undvika.

## Utveckling
Spelet utvecklades av Imagineering och publicerades av Acclaim. Spelet lanserades under 1992 för Nintendo Entertainment System (NES) och Sega Game Gear. Då spelet släpptes var "Bartman" en populär figur inom Simpsons och hade en egen serietidning.